# Thomas von Mitschke-Collande
Thomas von Mitschke-Collande (* 1. Mai 1950 in Augsburg) ist ein deutscher Unternehmensberater und Kommunalpolitiker. Er ist Mitglied im Zentralkomitee der deutschen Katholiken.

## Leben
Thomas von Mitschke-Collande entstammt dem ursprünglich schlesischen Adelsgeschlecht Mitschke-Collande. Er studierte Wirtschaftswissenschaften an der Universität München und wurde hier 1977 mit einer Dissertation über ein Konzept zur empirischen Messung des Einflusses der Mitbestimmung zum Dr. rer. oec. promoviert. Von 1978 bis 2010 arbeitete er für die Unternehmensberatung McKinsey & Company Deutschland, zuletzt als „Senior Director“ im Münchner Büro.
Er ist Mitglied der CSU, Mitglied im Gemeinderat seines Wohnortes Tutzing, Pressesprecher der CSU-Fraktion im Gemeinderat sowie stellvertretender Vorsitzender des Fachausschusses Wirtschaftspolitik des Wirtschaftsbeirats der CSU.
Von Mitschke-Collande ist in der römisch-katholischen Kirche engagiert und Mitglied im Zentralkomitee der deutschen Katholiken, im Stiftungsrat der Katholischen Universität Eichstätt und im Kuratorium der Eugen-Biser-Stiftung. Er beriet die Erzdiözese Berlin und die Deutsche Bischofskonferenz. Außer Zeitschriftenaufsätzen veröffentlichte er das Buch Schafft sich die katholische Kirche ab? Analysen und Lösungen eines Unternehmensberaters (2012), zu dem der Vorsitzende der Deutschen Bischofskonferenz Karl Lehmann das Vorwort schrieb.
Thomas von Mitschke-Collande ist seit 1976 verheiratet mit Maria Assunta, geb. Gräfin von Thun und Hohenstein (* 1951), einer Schwester von Georg Graf von Thun und Hohenstein. Das Paar hat drei Kinder.

## Werke
- Der Einfluss der Mitbestimmung: ein Konzept zur empirischen Messung. Dissertation. Universität München, Staatswirtschaftliche Fakultät, 1978
- Schafft sich die katholische Kirche ab? Analysen und Lösungen eines Unternehmensberaters. Mit einem Vorwort von Karl Lehmann. München: Kösel, 2012 ISBN 978-3-466-37054-2; E-Book-Ausgabe: München: E-Books der Verlagsgruppe Random House GmbH, 2012 ISBN 978-3-641-09370-9